# Landtagswahlkreis Genthin – Havelberg
Der Landtagswahlkreis Genthin – Havelberg ist ein ehemaliger Landtagswahlkreis in Sachsen-Anhalt. Er existierte in diesem Zuschnitt nur zur Landtagswahl 1990 und wurde bei der Landtagswahl 1994 in die Landtagswahlkreise Genthin und Havelberg-Osterburg aufgeteilt.

## Wahlkreisgebiet
Der Wahlkreis umfasste komplett die beiden Kreise Genthin und Havelberg mit dem Gebietsstand vom Juli 1990.

## Wahlergebnis
Bei der Landtagswahl in Sachsen-Anhalt 1990 hatte der Wahlkreis die Wahlkreisnummer 7. Es traten folgende Kandidaten an:
|                   |                         | Erst- stimmen | Erst- stimmen | Zweit- stimmen | Zweit- stimmen |
| Bewerber          | Partei                  | Anzahl        | %             | Anzahl         | %              |
| ----------------- | ----------------------- | ------------- | ------------- | -------------- | -------------- |
| Wahlberechtigte   | Wahlberechtigte         | 44.379        | 100,0         | 44.379         | 100,0          |
| Wähler            | Wähler                  | 27.114        | 61,1          | 27.114         | 61,1           |
| Ungültige Stimmen | Ungültige Stimmen       | 1.035         | 3,8           | 973            | 3,6            |
| Gültige Stimmen   | Gültige Stimmen         | 26.079        | 96,2          | 26.141         | 96,4           |
| davon             |                         |               |               |                |                |
| Klaus Buchheister | CDU                     | 11.161        | 42,8          | 10.741         | 41,1           |
|                   | SPD                     | 6.804         | 26,1          | 7.275          | 27,8           |
|                   | PDS                     | 3.082         | 11,8          | 3.086          | 11,8           |
|                   | FDP                     | 2.269         | 8,7           | 2.453          | 9,4            |
|                   | Grüne Liste/Neues Forum | 1.755         | 6,7           | 1.495          | 5,7            |
|                   | DFD                     | 531           | 2,0           | 378            | 1,4            |
|                   | DSU                     | 333           | 1,3           | 298            | 1,1            |
|                   | NPD                     | -             | -             | 39             | 0,1            |
| –                 | REP                     | –             | –             | 166            | 0,6            |
| -                 | DBU                     | –             | –             | 119            | 0,5            |
| –                 | Christliche Liga        | –             | –             | 46             | 0,2            |
| –                 | CSP                     | –             | –             | 38             | 0,1            |
| –                 | USPD                    | –             | –             | 7              | 0,0            |